# Taça de Portugal 2009/10
Die Taça de Portugal 2009/10 war die 70. Austragung des portugiesischen Pokalwettbewerbs. Er wurde vom portugiesischen Fußballverband ausgetragen. Pokalsieger wurde Titelverteidiger FC Porto, der sich im Finale gegen den Zweitligisten GD Chaves durchsetzte.
Das Halbfinale wurden in Hin- und Rückspiel ausgetragen. Alle anderen Begegnungen wurden in einem Spiel entschieden. Bei unentschiedenem Ausgang wurde das Spiel um zweimal 15 Minuten verlängert, und wenn nötig im anschließenden Elfmeterschießen entschieden.

## Teilnehmende Teams
| Primeira Liga (16) | Primeira Liga (16) | Liga Vitalis (16) | Liga Vitalis (16) |
| --- | --- | --- | --- |
| - Académica de Coimbra - Belenenses Lissabon - Benfica Lissabon - Sporting Braga - Nacional Funchal - Marítimo Funchal - Leixões SC - Naval 1º de Maio | - SC Olhanense - FC Paços de Ferreira - FC Porto - Rio Ave FC - Sporting Lissabon - União Leiria - Vitória Guimarães - Vitória Setúbal | - SC Beira-Mar - AD Carregado - GD Chaves - SC Covilhã - Desportivo Aves - GD Estoril Praia - CD Fátima - CD Feirense | - SC Freamunde - Gil Vicente FC - UD Oliveirense - FC Penafiel - Portimonense SC - CD Santa Clara - CD Trofense - Varzim SC |
| Segunda Divisão (47) | | | |
| - Académico de Viseu FC - SC Mineiro Aljustrelense * - FC Arouca - Atlético CP - Boavista Porto - AD Camacha * - Eléctrico Ponte de Sor - SC Esmoriz * - SC Espinho - CF Estrela Amadora - Gondomar SC - GD Igreja Nova | - GD Lagoa - Aliados FC Lordelo * - Louletano DC - AD Lousada - Lusitânia Lourosa - CD Mafra - AC Marinhense - Merelinense FC - GDR Monsanto - Moreirense FC - Odivelas FC - Oliveira do Bairro SC | - CD Operário * - Clube Oriental de Lisboa - Padroense FC - FC Pampilhosa - USC Paredes - Vitória do Pico - CD Pinhalnovense - AD Pontassolense - SC Praiense - Real SC Queluz - Atlético Reguengos - GD Ribeirão | - UD Santana - Sertanense FC * - FC Tirsense * - CD Tondela - União Madeira - União Desportiva da Serra - GD Tourizense - CA Valdevez - SC Vianense - Vieira SC - FC Vizela |
| Terceira Divisão (93) | | | |
| - CD Alcains * - GD Alcochetense * - Amarante FC - FC Amares - Anadia FC - CF Andorinha * - SC Angrense - AA Avanca - GD Fabril do Barreiro - GD Baira-Mar - SC Barreiro - Benfica e Castelo Branco - GD Bragança - Caldas SC - CF Caniçal - CD Candal * - Capelense SC - CSD Câmara de Lobos - Casa Pia AC - FC Castrense - FC Cesarense - CD Cinfães - SC Coimbrões * - Cruzado Canicense | - SU 1º Dezembro * - CF Esperança Lagos - Estrela Calheta * - AD Fafe - FC Famalicão - CF Fão - SC Farense - Fiães SC - FC Flamengos - AD Fornos de Algodres - UD Gândara - CF Os Gavionenses - FC Infesta - GD Joane - Juventude Évora - Leça FC - AD Limianos - SC Lusitânia * - Lusitano GC Évora - CA Macedo de Cavaleiros - AD Machico * - FC Madalena - 1º de Maio Funchal | - GD Mangualde * - SC Maria da Fonte - FC Marinhas - SC Mêda * - GD Milheiroense - SC Mirandela - GR Vigor Mocidade - CDC Montalegre - Morais FC - Moura AC - SL Nelas - AD Oeiras - CD Olivais e Moscavide - CF Oliveira do Douro * - AD Oliveirense - Pedrouços AC - SC Penalva Castelo - AD Penamacorense - GD Peniche - CD Rabo Peixe - GD Pescadores - CD Cova da Piedade - Sporting Pombal | - AD Porto da Cruz - CDC Porto Moniz - AD Portomosense - CD Portosantense - CDR Quarteirense - Rebordosa AC - CD Ribeira Brava - AD Sanjoanense - Santiago FC - Boavista São Mateus - SC São João de Ver - Santa Maria FC - GD Serzedelo - GD Sourense - Sport União Sintrense - UD Tocha - Atlético Tojal * - GD Torre Moncorvo - União Micaelense - União de Montemor - SC União Torreense - SC Valenciano - AC Vila Meã |

## 1. Runde
Teilnehmer waren 47 Vereine aus der drittklassigen Segunda Divisão und 93 Vereine aus der Terceira Divisão. Davon erhielten insgesamt 20 Vereine ein Freilos. Reservemannschaften von Profiklubs waren nicht teilnahmeberechtigt. Die Spiele fanden am 29. und 30. August 2009 statt.
|                           | Ergebnis              |                          |
| ------------------------- | --------------------- | ------------------------ |
| Morais FC                 | 2:0                   | CD Olivais e Moscavide   |
| GD Ribeirão               | 1:2                   | Lusitano GC Évora        |
| CD Rabo Peixe             | 1:3                   | SC Mirandela             |
| UD Santana                | 1:0                   | AD Porto da Cruz         |
| Académico de Viseu FC     | 0:2                   | Benfica e Castelo Branco |
| Capelense SC              | 2:2 n. V. (3:4 i. E.) | GD Fabril do Barreiro    |
| FC Madalena               | 0:1                   | Odivelas FC              |
| FC Flamengos              | 1:5                   | AD Oeiras                |
| CA Macedo de Cavaleiros   | 0:0 n. V. (4:3 i. E.) | Lusitânia Lourosa        |
| CDR Quarteirense          | 2:1                   | CD Cova da Piedade       |
| FC Infesta                | 1:2                   | Rebordosa AC             |
| GD Baira-Mar              | 1:2                   | GD Torre Moncorvo        |
| Vieira SC                 | 2:1                   | União de Montemor        |
| CDC Montalegre            | 0:2                   | AD Fornos de Algodres    |
| SL Nelas                  | 4:3                   | Anadia FC                |
| SC Farense                | 2:1                   | Vitória do Pico          |
| Padroense FC              | 2:1                   | FC Marinhas              |
| Oliveira do Bairro SC     | 0:0 n. V. (3:1 i. E.) | AD Pontassolense         |
| CD Tondela                | 2:0                   | Amarante FC              |
| AD Oliveirense            | 4:0                   | SC Barreiro              |
| Casa Pia AC               | 2:0                   | UD Gândara               |
| 1º de Maio Funchal        | 1:4                   | Moreirense FC            |
| FC Arouca                 | 5:0                   | SC Angrense              |
| AD Portomosense           | 0:1                   | Juventude Évora          |
| GD Joane                  | 3:3 n. V. (2:3 i. E.) | CF Fão                   |
| AC Marinhense             | 0:0 n. V. (7:6 i. E.) | GD Serzedelo             |
| GDR Monsanto              | 4:2                   | AA Avanca                |
| Real SC Queluz            | 2:0                   | FC Famalicão             |
| GD Lagoa                  | 0:1                   | Atlético CP              |
| União Madeira             | 6:0                   | Boavista São Mateus      |
| CSD Câmara de Lobos       | 0:5 n. V.             | Clube Oriental de Lisboa |
| Pedrouços AC              | 1:2                   | SC Maria da Fonte        |
| União Desportiva da Serra | 3:1                   | Santa Maria FC           |
| GD Milheiroense           | 3:1                   | AD Lousada               |
| SC União Torreense        | 1:1 n. V. (5:3 i. E.) | Louletano DC             |
| CF Caniçal                | 2:1                   | UD Tocha                 |
| AD Penamacorense          | 1:2                   | SC São João de Ver       |
| Sporting Pombal           | 0:2                   | CD Cinfães               |
| CA Valdevez               | 1:1 n. V. (2:4 i. E.) | Leça FC                  |
| CD Ribeira Brava          | 2:0                   | AD Fafe                  |
| SC Valenciano             | 4:2 n. V.             | CD Portosantense         |
| Eléctrico Ponte de Sor    | 3:1                   | FC Cesarense             |
| Fiães SC                  | 2:1                   | União Micaelense         |
| CF Os Gavionenses         | 1:1 n. V. (3:4 i. E.) | GR Vigor Mocidade        |
| Cruzado Canicense         | 0:0 n. V. (6:5 i. E.) | CDC Porto Moniz          |
| AD Limianos               | 1:1 n. V. (3:4 i. E.) | Sport União Sintrense    |
| FC Castrense              | 0:2                   | FC Amares                |
| SC Praiense               | 1:0                   | Caldas SC                |
| CF Esperança Lagos        | 2:1                   | Santiago FC              |
| AC Vila Meã               | 3:0                   | GD Sourense              |
| Gondomar SC               | 3:2                   | GD Igreja Nova           |
| FC Pampilhosa             | 0:0 n. V. (4:5 i. E.) | FC Vizela                |
| SC Penalva Castelo        | 0:2                   | Merelinense FC           |
| SC Espinho                | 5:0                   | GD Bragança              |
| GD Peniche                | 3:2                   | SC Vianense              |
| GD Tourizense             | 3:0                   | Moura AC                 |
| AD Sanjoanense            | 0:1                   | CD Pinhalnovense         |
| USC Paredes               | 4:1                   | Atlético Reguengos       |
| GD Pescadores             | 03:0 1                | Boavista Porto           |
| CD Mafra                  | 03:0 2                | CF Estrela Amadora       |

## 2. Runde
Zu den 80 qualifizierten Teams aus der 1. Runde kamen die 16 Vereine aus der zweitklassigen Liga Vitalis. Die Spiele fanden zwischen dem 12. September und 18. Oktober 2009 statt.
|                           | Ergebnis              |                          |
| ------------------------- | --------------------- | ------------------------ |
| GD Estoril Praia          | 3:3 n. V. (3:4 i. E.) | SC Esmoriz               |
| UD Santana                | 2:5                   | AD Camacha               |
| Cruzado Canicense         | 1:0 n. V.             | Estrela Calheta          |
| Casa Pia AC               | 1:0                   | SC Lusitânia             |
| União Desportiva da Serra | 1:0                   | FC Arouca                |
| Oliveira do Bairro SC     | 4:3 n. V.             | CF Esperança Lagos       |
| SC Coimbrões              | 1:0                   | CDR Quarteirense         |
| SC Mêda                   | 0:1                   | GDR Monsanto             |
| CD Pinhalnovense          | 0:0 n. V. (4:2 i. E.) | Moreirense FC            |
| Padroense FC              | 4:3                   | GD Alcochetense          |
| FC Penafiel               | 3:1 n. V.             | AD Oliveirense           |
| AC Marinhense             | 0:4                   | CD Feirense              |
| AC Vila Meã               | 2:0                   | Desportivo Aves          |
| Aliados FC Lordelo        | 2:1                   | SU 1º Dezembro           |
| AD Oeiras                 | 3:1                   | GD Tourizense            |
| SC Mineiro Aljustrelense  | 2:1                   | Juventude Évora          |
| GD Milheiroense           | 1:3                   | Merelinense FC           |
| SC Valenciano             | 3:2                   | AD Fornos de Algodres    |
| Fiães SC                  | 0:0 n. V. (2:3 i. E.) | Leça FC                  |
| CD Fátima                 | 3:0                   | CD Ribeira Brava         |
| Clube Oriental de Lisboa  | 3:1                   | Eléctrico Ponte de Sor   |
| GD Mangualde              | 1:2                   | SC Freamunde             |
| CD Alcains                | 3:0                   | SC Farense               |
| CD Trofense               | 1:3                   | USC Paredes              |
| Atlético CP               | 1:0                   | GD Fabril do Barreiro    |
| SC Mirandela              | 3:4                   | CD Cinfães               |
| GD Peniche                | 0:1                   | GR Vigor Mocidade        |
| SL Nelas                  | 0:0 n. V. (4:2 i. E.) | SC São João de Ver       |
| CD Candal                 | 0:4                   | UD Oliveirense           |
| Sport União Sintrense     | 0:0 n. V. (5:4 i. E.) | CF Fão                   |
| GD Chaves                 | 2:0                   | FC Amares                |
| GD Torre Moncorvo         | 2:1                   | Lusitano GC Évora        |
| Morais FC                 | 0:5                   | SC Covilhã               |
| CD Tondela                | 6:1                   | CF Andorinha             |
| GD Pescadores             | 3:0                   | Atlético Tojal           |
| Sertanense FC             | 1:1 n. V. (6:5 i. E.) | Gondomar SC              |
| União Madeira             | 3:2 n. V.             | SC Espinho               |
| CD Operário               | 2:1                   | Benfica e Castelo Branco |
| Gil Vicente FC            | 2:0                   | CA Macedo de Cavaleiros  |
| SC Maria da Fonte         | 0:5                   | AD Carregado             |
| FC Tirsense               | 4:1                   | CF Oliveira do Douro     |
| SC Beira-Mar              | 2:0                   | FC Vizela                |
| Portimonense SC           | 2:2 n. V. (4:3 i. E.) | Real SC Queluz           |
| SC Praiense               | 0:1                   | Varzim SC                |
| CD Santa Clara            | 1:0                   | Rebordosa AC             |
| CF Caniçal                | 0:4                   | Vieira SC                |
| AD Machico                | 2:0                   | SC União Torreense       |
| Odivelas FC               | 1:2                   | CD Mafra                 |

## 3. Runde
Zu den 48 qualifizierten Teams aus der 2. Runde kamen die 16 Vereine der Primera Liga hinzu. Die Spiele fanden zwischen dem 17. Oktober und 4. November 2009 statt.
|                           | Ergebnis              |                          |
| ------------------------- | --------------------- | ------------------------ |
| FC Porto                  | 4:0                   | Sertanense FC            |
| SC Valenciano             | 1:1 n. V. (4:2 i. E.) | SC Olhanense             |
| SC Covilhã                | 0:1                   | Sporting Braga           |
| Varzim SC                 | 1:2                   | Nacional Funchal         |
| GDR Monsanto              | 0:6                   | Benfica Lissabon         |
| Leça FC                   | 0:3                   | GD Chaves                |
| CD Cinfães                | 1:1 n. V. (1:3 i. E.) | GD Pescadores            |
| Aliados FC Lordelo        | 2:0 n. V.             | AD Machico               |
| SC Beira-Mar              | 4:0                   | GD Torre Moncorvo        |
| CD Tondela                | 1:2                   | UD Oliveirense           |
| FC Tirsense               | 1:0                   | Oliveira do Bairro SC    |
| SC Freamunde              | 3:0                   | AD Carregado             |
| Atlético CP               | 0:2                   | Vitória Setúbal          |
| União Desportiva da Serra | 3:2                   | SC Coimbrões             |
| Sport União Sintrense     | 0:0 n. V. (3:4 i. E.) | CD Pinhalnovense         |
| AD Oeiras                 | 6:1                   | CD Operário              |
| Naval 1º de Maio          | 1:0 n. V.             | Padroense FC             |
| Académica de Coimbra      | 2:1                   | Portimonense SC          |
| Leixões SC                | 2:1                   | Casa Pia AC              |
| FC Paços de Ferreira      | 3:1                   | SC Mineiro Aljustrelense |
| Merelinense FC            | 1:2                   | União Leiria             |
| Belenenses Lissabon       | 3:1                   | Clube Oriental de Lisboa |
| Rio Ave FC                | 2:1                   | SC Esmoriz               |
| Vitória Guimarães         | 3:1                   | CD Feirense              |
| CD Santa Clara            | 2:1                   | Marítimo Funchal         |
| União Madeira             | 2:0                   | CD Alcains               |
| AD Camacha                | 3:1                   | USC Paredes              |
| Gil Vicente FC            | 6:1                   | SL Nelas                 |
| Cruzado Canicense         | 1:4                   | GR Vigor Mocidade        |
| CD Fátima                 | 3:0                   | AC Vila Meã              |
| Sporting Lissabon         | 3:0                   | FC Penafiel              |
| Vieira SC                 | 0:1 n. V.             | CD Mafra                 |

## 4. Runde
Die Spiele fanden am 22. Dezember 2009 und 2. Januar 2010 statt.
|                      | Ergebnis               |                           |
| -------------------- | ---------------------- | ------------------------- |
| CD Mafra             | 3:2 n. V.              | União Madeira             |
| SC Valenciano        | 0:1                    | Belenenses Lissabon       |
| GD Chaves            | 2:0                    | União Desportiva da Serra |
| AD Camacha           | 1:0                    | GR Vigor Mocidade         |
| Académica de Coimbra | 1:1 n. V. (2:4 i. E.)  | SC Beira-Mar              |
| SC Freamunde         | 2:2 n. V. (5:4 i. E.)  | União Leiria              |
| AD Oeiras            | 1:2                    | CD Pinhalnovense          |
| FC Tirsense          | 0:0 n. V. (9:10 i. E.) | FC Paços de Ferreira      |
| Rio Ave FC           | 1:0                    | CD Santa Clara            |
| Aliados FC Lordelo   | 1:0                    | Leixões SC                |
| Naval 1º de Maio     | 3:2 n. V.              | Gil Vicente FC            |
| Nacional Funchal     | 0:0 n. V. (4:3 i. E.)  | CD Fátima                 |
| GD Pescadores        | 1:4                    | Sporting Lissabon         |
| Sporting Braga       | 3:0                    | Vitória Setúbal           |
| Benfica Lissabon     | 0:1                    | Vitória Guimarães         |
| UD Oliveirense       | 0:2                    | FC Porto                  |

## Achtelfinale
Die Spiele fanden am 20. und 24. Januar 2010 statt.
|                     | Ergebnis               |                      |
| ------------------- | ---------------------- | -------------------- |
| Belenenses Lissabon | 2:2 n. V. (9:10 i. E.) | FC Porto             |
| AD Camacha          | 0:1                    | CD Pinhalnovense     |
| Nacional Funchal    | 1:2                    | FC Paços de Ferreira |
| Aliados FC Lordelo  | 0:1                    | Naval 1º de Maio     |
| Rio Ave FC          | 2:2 n. V. (4:2 i. E.)  | Vitória Guimarães    |
| SC Freamunde        | 1:3                    | Sporting Braga       |
| Sporting Lissabon   | 4:3                    | CD Mafra             |
| GD Chaves           | 1:0                    | SC Beira-Mar         |

## Viertelfinale
Die Spiele fanden am 2., 3. und 4. Februar 2010 statt.
|                      | Ergebnis              |                   |
| -------------------- | --------------------- | ----------------- |
| FC Porto             | 5:2                   | Sporting Lissabon |
| CD Pinhalnovense     | 1:3                   | Naval 1º de Maio  |
| Sporting Braga       | 0:0 n. V. (5:6 i. E.) | Rio Ave FC        |
| FC Paços de Ferreira | 1:2                   | GD Chaves         |

## Halbfinale
Die Hinspiele fanden am 23. und 24. März 2010 statt, die Rückspiele am 13. und 14. April 2010.
|            | Gesamt |                  | Hinspiel | Rückspiel |
| ---------- | ------ | ---------------- | -------- | --------- |
| GD Chaves  | 3:1    | Naval 1º de Maio | 1:0      | 2:1 n. V. |
| Rio Ave FC | 1:7    | FC Porto         | 1:3      | 0:4       |

## Finale
| Paarung        | GD Chaves – FC Porto |
| Ergebnis       | 1:2 (0:2) |
| Datum          | 16. Mai 2010 um 17:00 Uhr |
| Stadion        | Estádio Nacional, Oeiras |
| Zuschauer      | 23.400 |
| Schiedsrichter | Pedro Proença |
| Tore           | 0:1 Fredy Guarín (13.) 0:2 Falcao (23.) 1:2 Clemente (85.) |
| GD Chaves      | Rui Rêgo – Danilo Tavares, Ricardo Rocha , Edgar Lameirão, Eduardo Oliveira – Siaka Bamba, Vítor Castanheira (61. Flávio Igor), Bruno Magalhães – Edu Machado, Samson (61. Diego Vicente), Mbaye Diop (80. Paulo Clemente) Cheftrainer: Tulipa |
| FC Porto       | Helton – Miguel Lopes (62. Cristian Rodríguez), Bruno Alves , Rolando, Álvaro Pereira – Fernando, Raul Meireles (46. Tomás Costa), Fernando Belluschi – Fredy Guarín (72. Diego Valeri), Falcao, Hulk Cheftrainer: Jesualdo Ferreira           |
| Gelbe Karten   | Bruno Magalhães, Danilo Tavares, Eduardo Oliveira – keine |
| Platzverweise  | Ricardo Rocha (90.) – Bruno Alves (90.) |